# Sonnleiten (Gemeinde Stössing)
Sonnleiten ist eine Ortschaft und eine Katastralgemeinde der Gemeinde Stössing im Bezirk St. Pölten in Niederösterreich. Die Ortschaft hat 21 Einwohner (Stand 1. Jänner 2024).

## Geografie
Die Streusiedlung befindet sich in einem westlichen Seitental des Buchbaches und besteht aus einigen Einzellagen. Die Ortschaft lässt sich vom Kloster Hochstraß gut überblicken.

## Geschichte
Laut Adressbuch von Österreich waren im Jahr 1938 in Sonnleiten zwei Landwirte mit Ab-Hof-Verkauf ansässig.

## Belege
1. ↑  Statistik Austria: Bevölkerung am 1.1.2024 nach Ortschaften (Gebietsstand 1.1.2024), (ODS, 500 KB)
2. ↑  Adressbuch von Österreich für Industrie, Handel, Gewerbe und Landwirtschaft, Herold Vereinigte Anzeigen-Gesellschaft, 12. Ausgabe, Wien 1938 PDF, Seite 456